# BUMP OF CHICKEN PATHFINDER LIVE AT STUDIO COAST
『BUMP OF CHICKEN PATHFINDER LIVE AT STUDIO COAST』（バンプオブチキン パスファインダー ライブアット スタジオコースト）はBUMP OF CHICKENのライブ映像作品である。

## 概要
BUMP OF CHICKENのライブ映像作品としては、前作「BUMP OF CHICKEN STADIUM TOUR 2016 "BFLY" NISSAN STADIUM 2016/7/16,17」より約1年2ヶ月ぶりの作品で、DVDおよびBlu-rayの2種類でのリリースとなる。なお、ライブハウス公演を収録したものとしてはバンド史上初めての作品である。
2017年9月16日から、翌2018年2月11日までのツアー「BUMP OF CHICKEN TOUR 2017-2018 PATHFINDER」の新木場スタジオコースト公演2DAYS（2017年11月8日・11月9日）より、2日目の公演から、13曲（ボーナス映像も含めると14曲）が収録される。
本作はCDショップでは販売されず、2018年2月10日・2月11日に開催された「BUMP OF CHICKEN TOUR 2017-2018 PATHFINDER」の最終公演の会場（さいたまスーパーアリーナ）および振替公演となった福岡での2公演と公式サイトでの通販のみの販売となった。
本作リリースに合わせて、2018年2月2日にスポット映像がYouTubeにて公開された。

## 収録曲
1. pathfinder
2. GO
3. 天体観測
4. ray
5. 記念撮影
6. pinkie
7. 花の名
8. グングニル
9. ラフ・メイカー
10. 虹を待つ人
11. fire sign
12. リボン
13. ガラスのブルース

- ボーナス映像として、新木場公演1日目（2017年11月8日）のアンコールで演奏された「ダイヤモンド」が収録されている。なお、隠しトラックは収録されていない。

## 関連作品
- BUMP OF CHICKEN TOUR 2017-2018 PATHFINDER SAITAMA SUPER ARENA
「PATHFINDER」のツアーファイナルとなったさいたまスーパーアリーナ公演（2日目、2018年2月11日）の模様を完全収録した作品。2018年8月8日にリリースされた。